# راديو بي بي سي 2
راديو البي بي سي 2 أو كما يقال لها راديو 2، هي محطة إذاعية وطنية لهيئة الإذاعة البريطانية، وهي المحطة الإذاعية الأكثر شعبية في المملكة المتحدة.

## البث
يتم بث الراديو في جميع أنحاء المملكة المتحدة على تردد أف أم بين 88 و91 ميغاهرتز.